# Episodi di Ai confini dell'Arizona (seconda stagione)
La seconda stagione della serie televisiva Ai confini dell'Arizona è andata in onda negli Stati Uniti dal 20 settembre 1968 al 4 aprile 1969 sulla NBC.
| nº | Titolo originale                 | Titolo italiano             | Prima TV USA      | Prima TV Italia |
| -- | -------------------------------- | --------------------------- | ----------------- | --------------- |
| 1  | The Stallion                     | Lo stallone                 | 20 settembre 1968 |                 |
| 2  | Ten Little Indians               | Dieci piccoli indiani       | 27 settembre 1968 |                 |
| 3  | Follow Your Heart                | Segui il tuo cuore          | 4 ottobre 1968    |                 |
| 4  | Tornado Frances                  | Tornado Frances             | 11 ottobre 1968   |                 |
| 5  | The Covey                        | Il ritorno di Lobo          | 18 ottobre 1968   |                 |
| 6  | The Promised Land                | La terra promessa           | 25 ottobre 1968   |                 |
| 7  | Ebenezer                         | Ebenezer                    | 1º novembre 1968  |                 |
| 8  | North to Tucson                  | A nord di Tucson            | 8 novembre 1968   |                 |
| 9  | The Deceivers                    | Il meticcio                 | 15 novembre 1968  |                 |
| 10 | The Buffalo Soldiers             | I soldati di Buffalo        | 22 novembre 1968  |                 |
| 11 | For What We Are About to Receive | La festa del Ringraziamento | 29 novembre 1968  |                 |
| 12 | A Way of Justice                 | Giustizia è fatta           | 13 dicembre 1968  |                 |
| 13 | Our Lady of Guadalupe            | Nostra Signora di Guadalupe | 20 dicembre 1968  |                 |
| 14 | Sea of Enemies                   | Il disertore                | 3 gennaio 1969    |                 |
| 15 | Shadow of the Wind               | L'ombra del vento           | 10 gennaio 1969   |                 |
| 16 | No Irish Need Apply              | Non si assumono Irlandesi   | 17 gennaio 1969   |                 |
| 17 | The Last Hundred Miles           | Le ultime cento miglia      | 24 gennaio 1969   |                 |
| 18 | The Glory Soldiers               | L'esercito della salvezza   | 31 gennaio 1969   |                 |
| 19 | Feather of an Eagle              | Penna d'Aquila              | 7 febbraio 1969   |                 |
| 20 | Once on a Day in Spring          | Un giorno di primavera      | 14 febbraio 1969  |                 |
| 21 | Stinky Flanagan                  | Flanagan “la puzzola”       | 21 febbraio 1969  |                 |
| 22 | Surtee                           | Il camaleonte               | 28 febbraio 1969  |                 |
| 23 | A Fella Named Kilroy             | Un tal Kilroy               | 7 marzo 1969      |                 |
| 24 | No Bugles, No Drums              | Senza trombe né tamburi     | 14 marzo 1969     |                 |
| 25 | The Lion Sleeps                  | Il leone dorme              | 28 marzo 1969     |                 |
| 26 | For the Love of Carlos           | Per amore di Carlos         | 4 aprile 1969     |                 |

## Lo stallone
- Titolo originale: The Stallion
- Diretto da: William Witney
- Scritto da: Ken Pettus

### Trama
- Guest star: Clive Clerk (padre di Chatto), Michael Keep (Natchez)

## Dieci piccoli indiani
- Titolo originale: Ten Little Indians
- Diretto da: William F. Claxton
- Scritto da: Warren Douglas

### Trama
- Guest star: Adelaine Johnson (Patchy), Armando Isfas (Choddi), John Hernandez (ragazzo)

## Segui il tuo cuore
- Titolo originale: Follow Your Heart
- Diretto da: William F. Claxton
- Scritto da: Gene McCarr

### Trama
- Guest star: Míriam Colón (Trinidad), Ed Begley (Ben Lynch), Roy Jenson (Frank Lynch), Graydon Gould (Ed Lynch), Jeff Pomerantz (Tom Lynch), Polly Burson (Bess), Annette Cardona (Jill), Abraham Sofaer (Commancho, Trinidad)

## Tornado Frances
- Titolo originale: Tornado Frances
- Diretto da: Joseph Pevney
- Scritto da: Charles Lang

### Trama
- Guest star: Harry Hickox (sceriffo), Kathryn Hays (Miss Frances O'Toole), Charles Knox Robinson (Warren Bates), Tom Nolan (Wilbur), Polly Burson (donna), Winnie Collins (donna), Ellen Corby (Mrs. Dilts), Dub Taylor (Oscar Hipple)

## Il ritorno di Lobo
- Titolo originale: The Covey
- Diretto da: William F. Claxton
- Scritto da: Alex Sharp

### Trama
- Guest star: Kelly Thordsen (Bruger), Anthony Caruso (El Lobo), Sara Vardi (Pilar), Lane Bradford (Roark)

## La terra promessa
- Titolo originale: The Promised Land
- Diretto da: Joseph Pevney
- Scritto da: Ken Pettus

### Trama
- Guest star: Jorge Moreno (barista), Ref Sanchez (Emilio), Joaquin Martinez (Innocente), Alex Montoya (Miguel Morales), Natividad Vacio (padre Ruffino), Joe Maross (Frank Munn)

## Ebenezer
- Titolo originale: Ebenezer
- Diretto da: Harry Harris
- Scritto da: James L. Henderson

### Trama
- Guest star: Helen Kleeb (Mrs. Mulroy), Alex Montoya (Miguel Morales), George Ostos (Juanito), John McGiver (Ebenezer Binns), Leonard Stone (Stoop), Willard Sage (Hank Pogue/Joe Fox), Tom Reese (Judson), Robert Luster (Camel)

## A nord di Tucson
- Titolo originale: North to Tucson
- Diretto da: Harry Harris
- Scritto da: D.C. Fontana

### Trama
- Guest star: David Renard (Pablo), Jorge Russek (Molinero), Ted Jordan (Bayliss), Kevin McCarthy (James Forrest), Bee Tompkins (Margaret 'Meg' Forrest), Jack Elam (Macklin)

## Il meticcio
- Titolo originale: The Deceivers
- Diretto da: William Witney
- Scritto da: John Starr Niendorff

### Trama
- Guest star: Bonnie Bedelia (Tina Granger), Robert Loggia (Chio)

## I soldati di Buffalo
- Titolo originale: The Buffalo Soldiers
- Diretto da: Joseph Pevney
- Scritto da: Walter Black

### Trama
- Guest star: Robert DoQui (caporale Larrabee), Charles H. Gray (tenente Robert D. Beckert), Henry Kendricks (Wetlow), Don Starr (Ollicutt), Charles Maxwell (MacAteer), Morgan Woodward (McKoy Hilliard), Jess Riggle (addetto al telegrafo), Alfred G. Bosnos (Cobb), Yaphet Kotto (sergente maggiore Creason), William Jordan (Pearsall), Isaac Fields (caporale Higgins)

## La festa del Ringraziamento
- Titolo originale: For What We Are About to Receive
- Diretto da: William F. Claxton
- Scritto da: Michael Fessier

### Trama
- Guest star: Marie Gomez (Perlita Flores), Hal John Norman (Chief Koso), Barry Sadler (Robbie McLeish), Christopher Cary (Fergus McLeish), Don Starr (Dan Carter), Gene Rutherford (Bart Kellogg), Ned Romero (Carlos Mendoza), Francesca Jarvis (Martha Carter)

## Giustizia è fatta
- Titolo originale: A Way of Justice
- Diretto da: Joseph Pevney
- Scritto da: B. W. Sandefur
- Soggetto di: Warren Garfield, Alan L. Honaker

### Trama
- Guest star: Kathleen Freeman (Maude), Joaquin Martinez (Luis), Antony Carbone (Mitch), Frank DeKova (Aguirre), Mills Watson (Cable), Rosa Turich (Mamacita), Denny Miller (Kolos), Fernando Pereira (Rodriguez)

## Nostra Signora di Guadalupe
- Titolo originale: Our Lady of Guadalupe
- Diretto da: Harry Harris
- Scritto da: B. W. Sandefur

### Trama
- Guest star: Norbert Schiller (Peletier), Jan Shepard (Mavis), Mike De Anda (Garcia), Bill Fletcher (Gillis), Ricardo Montalbán (padre Sanchez)

## Il disertore
- Titolo originale: Sea of Enemies
- Diretto da: Robert L. Friend
- Scritto da: Christopher Helms, Walter Black

### Trama
- Guest star: Paul Winfield (Graham Jessup), John Pickard (sergente Williams)

## L'ombra del vento
- Titolo originale: Shadow of the Wind
- Diretto da: Joseph Pevney
- Scritto da: Warren Douglas

### Trama
- Guest star: Debra Domasin (Apache girl), Charles Horvath (Burt Alvord), Luke Askew (Johnny Ringo), Charles Bail (Curly Bill Brocius), Fred Krone (Ike Simes), Boyd 'Red' Morgan (Buckskin Frank Leslie), Julia Montoya (Senora), Fabrizio Mioni (Nickanora), Olga Velez

## Non si assumono Irlandesi
- Titolo originale: No Irish Need Apply
- Diretto da: Harry Harris
- Scritto da: William F. Leicester

### Trama
- Guest star: Ed Peck (capitano Slater), William Tannen (Marshal), Robert Cornthwaite (Belding), Eddie Firestone (Scanlon), Robert Munk (Walters), Garry Walberg (O'Fierna), John Vernon (Sean McLaren), Charles Tyner (Cass Gregg), Charles Bastin (Novak)

## Le ultime cento miglia
- Titolo originale: The Last Hundred Miles
- Diretto da: Joseph Pevney
- Scritto da: Al C. Ward

### Trama
- Guest star: Michael Keep (Cochise), Jackie Searl (Carter), Robert Clary (Lucien Charot), James Gavin (Heffner), Henry Wills (Conducente della diligenza), Olga Velez, Tom Tully (generale Tirrel), David Sharpe (Regis), Walter Brooke (Robert Morris)

## L'esercito della salvezza
- Titolo originale: The Glory Soldiers
- Diretto da: Harry Harris
- Scritto da: Warren Douglas

### Trama
- Guest star: Martin Garralaga (Francisco), Sean McClory (Sandy McIntire), Elizabeth Allen (Sorella Ellie Strong), Anthony Caruso (El Lobo), Lenore Stevens (Teresa), Heidi Vaughn (Sorella Mercy), Frank Ramírez, John Quade (barista), Jorge Moreno (Ramon), Beatriz Monteil (Carla)

## Penna d'Aquila
- Titolo originale: Feather of an Eagle
- Diretto da: Harry Harris
- Scritto da: Lowell Hjermstad

### Trama
- Guest star: Frank Ramírez (Santos), Quentin Dean (Sarah), Alicia Bond (Terza)

## Un giorno di primavera
- Titolo originale: Once on a Day in Spring
- Diretto da: Joseph Pevney
- Scritto da: Don Carpenter

### Trama
- Guest star: Kathleen Crowley (contessa Maria Kettenden von München), Martin Garralaga (Francisco)

## Flanagan “la puzzola”
- Titolo originale: Stinky Flanagan
- Diretto da: William F. Claxton
- Soggetto di: Henry Wills

### Trama
- Guest star: Richard X. Slattery (capitano Phinster), Mike Wagner (barista), Marie Gomez (Perlita Flores), Ken Mayer (sergente Cochrane), Frank Gorshin (Patrick 'Stinky' Flanagan)

## Il camaleonte
- Titolo originale: Surtee
- Diretto da: William F. Claxton
- Soggetto di: Tim Kelly

### Trama
- Guest star: John Dehner (capitano Albert Surtee), Susannah Darrow (Quintana), Jerry Daniels (Cubero), Christopher Dark (Chato), capo Geronimo Kuth Le (Sandoval), Phillip Avenetti (guerriero indiano)

## Un tal Kilroy
- Titolo originale: A Fella Named Kilroy
- Diretto da: William F. Claxton
- Scritto da: Alex Sharp

### Trama
- Guest star: Sandy Rosenthal (Higgins), Bill Shannon (Dan Burris), Bert Freed (Telford Burris), Ron Hayes (Orville Kilroy), Charles Bail (Ben Burris)

## Senza trombe né tamburi
- Titolo originale: No Bugles, No Drums
- Diretto da: William F. Claxton
- Scritto da: John D. F. Black

### Trama
- Guest star: William Sylvester (Jack Simmons), Gregory Walcott (Truscott), Jerry Gatlin (Jonas), Bethel Leslie (Mrs. Annie Simmons), Art Metrano (barista), Wayne Foster (Waters), Pamelyn Ferdin (Jennie Simmons)

## Il leone dorme
- Titolo originale: The Lion Sleeps
- Diretto da: William F. Claxton
- Scritto da: Tim Kelly

### Trama
- Guest star: Jorge Russek (El Coyote), Peter Arnaz (Carlos), Martin Garralaga (Francisco), Alberto Monte (Bandito), Luis de Córdova (dottore), Brenda Benet (Anita de Santiago y Amistad), Rico Alaniz (Armando)

## Per amore di Carlos
- Titolo originale: For the Love of Carlos
- Diretto da: William F. Claxton
- Scritto da: James L. Henderson

### Trama
- Guest star: Armando Isfas (Carlos Ruiz), Fernando Pereira (Fernando), Kevin Burchett (Ted), Pamelyn Ferdin (Charity), Sara Vardi (Constancia), Michael Ansara (Alberto Ruiz)